# Kollegialbehörde mit richterlichem Einschlag
Kollegialbehörden mit richterlichem Einschlag sind in Österreich besondere Verwaltungsbehörden, die weisungsfrei tätig sind und denen zumindest ein Richter als Mitglied angehört.
Rechtsgrundlagen für Kollegialbehörden mit richterlichem Einschlag waren bis zum 31. Dezember 2013 Art. 20 Abs. 2 Z 3 und Art. 133 Z 4 Bundes-Verfassungsgesetz. Mit der Verwaltungsgerichtsbarkeits-Novelle 2012, die mit 1. Jänner 2014 in Kraft trat, wurden diese Bestimmungen aufgehoben. Entsprechend den Erläuterungen zur Verwaltungsgerichtsbarkeits-Novelle 2012, ist es weiterhin zulässig, weisungsfreie Behörden einzurichten, denen auch Richter als Mitglieder angehören, wenn für die Weisungsfreistellung eine andere in der Bundesverfassung vorgesehener Rechtsgrundlage gefunden werden kann.
Aufgrund ihrer Weisungsfreiheit und Unabhängigkeit sind Kollegialbehörden mit richterlichem Einschlag als Gerichte im Sinne der Europäischen Menschenrechtskonvention und des Europarechts anzusehen, währenddessen sie staatsrechtlich (im Sinne des Bundes-Verfassungsgesetzes) als Verwaltungsbehörden anzusehen sind. In der österreichischen Rechtssprache werden solche Einrichtungen in der Regel als Tribunale bezeichnet.

## Rechtslage vor dem Inkrafttreten der Verwaltungsgerichtsbarkeits-Novelle 2012
Die angesprochene Nennung der Kollegialbehörden mit richterlichem Einschlag in Art. 20 Abs. 2 Z 3 B-VG bewirkte ihre Weisungsfreistellung. Aufgrund ihrer Anführung in Art. 133 Z 4 waren gegen Entscheidungen von Kollegialbehörden mit richterlichem Einschlag grundsätzlich keine Beschwerde beim Verwaltungsgerichtshof zulässig. Es war jedoch möglich, dass ein (einfaches) Gesetz die Beschwerde ausdrücklich für zulässig erklärt, was häufig der Fall war.
Beispiele für Kollegialbehörden mit richterlichem Einschlag waren der Bundeskommunikationssenat, der Oberste Patent- und Markensenat oder die Landesgrundverkehrskommissionen. Die Telekom-Control-Kommission ist etwa eine Kollegialbehörde mit richterlichem Einschlag, die auch nach der Verwaltungsgerichtsbarkeits-Novelle 2012 immer noch besteht; aufgrund des Entfalles der Sondervorschriften für Kollegialbehörden mit richterlichem Einschlag ist nun aber gegen Bescheide der Telekom-Control-Kommission – wie dies auch sonst bei anderen Behörden vorgesehen ist – eine Beschwerde an das Bundesverwaltungsgericht zulässig.
Die Einrichtung von Kollegialbehörden mit richterlichem Einschlag führt zu einer Einschränkung des Prinzips der Weisungsgebundenheit der staatlichen Verwaltung und damit der parlamentarischen Verantwortlichkeit des ansonsten zuständigen obersten Verwaltungsorgans (in der Regel der Bundesminister oder die Landesregierung).
Der Verfassungsgerichtshof hat daher die Einrichtung von Kollegialbehörden mit richterlichem Einschlag insbesondere dort, wo die Aufgabe der unmittelbaren Verwaltungsführung mit der Funktion der verwaltungsgerichtlichen Kontrolle zusammenfällt, nur sehr eingeschränkt und unter besonderen sachlichen Voraussetzungen für zulässig erklärt.